# Das Gäßchen der Madama Lucrezia
Das Gäßchen der Madama Lucrezia (frz. Il Viccolo di Madama Lucrezia) ist eine Novelle des französischen Schriftstellers Prosper Mérimée aus dem Jahr 1846. Der Ich-Erzähler, ein junger Mann aus Paris, wird in Rom mit seinem italienischen Gastfreund verwechselt.

## Handlung
Als der Erzähler, damals 23-jährig, von Paris aus zu einer Bildungsreise nach Rom aufbricht, bekommt er von seinem Vater einen Packen Empfehlungsschreiben mit. Der umfänglichste dieser Briefe ist an eine gewisse Marchesa Aldobrandi in der Piazza di San Marco adressiert. Weil die Mutter die Lippen zusammengekniffen und der Vater ein ernstes Gesicht gemacht hatte, als der Sohn neugierig nachfragte, vermutet der junge Mann in der Marchesa so etwas wie eine Jugendfreundin des Vaters und geht in Rom der Sache auf den Grund. In ihrem Palazzo wird der Ankömmling von der Marchesa freundlich empfangen. Die Frau bestimmt ihren Sohn Don Ottavio als Fremdenführer für den Gast. Auf ihren Streifzügen durch Rom werden die beiden jungen Männer dauernd von einem Abbate begleitet. Der Geistliche soll aufpassen, dass sich Don Ottavio unterwegs nicht in ein junges Mädchen verguckt. Denn nach dem Willen der Marchesa soll der Sohn in Bälde Priester werden. Der Erzähler hatte Don Ottavio gleich für einen „frommen Mucker“ gehalten.
Um Mitternacht, auf dem finsteren Weg vom Palazzo Aldobrandi zu seinem Hotel, wirft eine junge römische Signorina aus einem Fenster dem Erzähler eine Rose vor die Füße. Am nächsten Tag will der Erzähler die Bekanntschaft der – vermutlich schönen – Dame machen. Er findet die Gasse. Sie heißt „Il vicolo di Madama Lucrezia“. Leider ist die betreffende Haustür Nummer 13 verschlossen. Auf einem der kulturgeschichtlichen Rom-Spaziergänge mit dem Abbate reagiert Don Ottavio verlegen, als er vom Erzähler nach dem verkommenen Häuschen Nummer 13 ausgefragt wird. Die befangene Antwort lautet, das sei früher einmal das Lusthäuschen der Lucrezia Borgia, einer Tochter Alexander VI., gewesen. Don Ottavio verbreitet sich – ausweichend – noch über Lucrezias Bruder Cesare Borgia, doch der Erzähler interessiert sich mehr für die junge Frau am mitternächtlichen Fenster.
Ohne Erfolg wiederholt der Erzähler in den nächsten Nächten seinen Gang durch jene Gasse. Wieder einmal auf dem Weg ins Hotel, bekommt er von einem Fremden einen Zettel zugesteckt. Darauf versichert ihm Lucrezia ihre Liebe und mahnt zur Vorsicht. Das Liebesverhältnis sei entdeckt. Schließlich wird aus dem Lusthäuschen Nummer 13 auf den Erzähler aus einer Flinte geschossen. Das Opfer kommt mit einer Prellung davon. Wie aus dem Nichts taucht Don Ottavio auf.
Des Rätsels Lösung: Don Ottavio will die „elende Kutte“ nie anziehen, sondern mit seiner Geliebten Lucrezia Vannozzi, Schwester „eines schwerreichen Landwirts“, mit Unterstützung des Erzählers nach Florenz fliehen. So geschieht es. Das verfallene Häuschen Nummer 13 war das Liebesnest der zwei Turteltäubchen Don Ottavio und Lucrezia Vannozzi.
Der Leser wird über drei Verwechslungen ins Bild gesetzt. Bei jeder wurde der Erzähler für Don Ottavio gehalten – erstens, als Lucrezia Vannozzi dem nächtlichen Fußgänger die Rose vor die Füße warf, zweitens als der Bote die Botschaft auf dem Zettel überbrachte und drittens als der Bruder Lucrezias auf den vermeintlichen Liebhaber der Schwester schoss.
Prosper Mérimée schließt mit einer zu Anfang der Novelle vorbereiteten Pointe. Der Erzähler fragt sich, warum er dreimal mit dem Gastfreund verwechselt wurde. Eine ungeheuerliche Antwort drängt sich auf: Don Ottavio und der Erzähler haben denselben Vater. Der sitzt in Paris.

### Verwendete Ausgabe
- Das Gäßchen der Madama Lucrezia. S. 349–377 in Prosper Mérimée: Auserlesene Novellen (enthält noch: Tamango. Federigo. Die etruskische Vase. Colomba. Carmen. Die Venus von Ille. Das Blaue Zimmer). Übersetzer: Helmut Bartuschek (1951). Mit einer Einleitung von Herbert Kühn. Dieterich’sche Verlagsbuchhandlung zu Leipzig 1965 (5. Aufl., Lizenz Rudolf Marx). 398 Seiten